# فاس
فاس (به عربی: فاس، به زبان فرانسوی Fès) یکی از شهرهای کشور مراکش است.
فاس با جمعیت ۹۴۶٫۸۱۵ (آمار ۲۰۰۴) پس از کازابلانکا و رَباط، سومین شهر بزرگ مراکش است. فاس به همراه رباط و مکناس در مراکش به «شهرهای شاهانه» معروفند. بزرگترین پایتخت کهن مراکش.
فاس به سه بخش تقسیم شده‌است:
- فاس البالی (شهر قدیم و محصور)
- فاس الجدید
- ویل نوول (Ville Nouvelle) (به معنی شهر جدید)

ویل نوول، جدیدترین بخش فاس است و توسط فرانسوی‌ها ساخته شده‌است.
مرکز شهر فاس البالی از مرکز شهر دو بخش دیگر بزرگ‌تر است و به عنوان بزرگ‌ترین منطقه شهری ممنوع برای رفت‌وآمد خودرو شهرت دارد.

## تاریخچه
شهر فاس نخستین پایتخت سیاسی کشور مراکش بوده و در سال ۱۷۲ هجری قمری توسط ادریس ازهر بنیاد شد.
فاس از شهرهای فرهنگی اسلامی بوده‌است و دارای ۷۰۰ مسجد و ۴۰۳ کاخ و سازه قدیمی است.

## نگارخانه

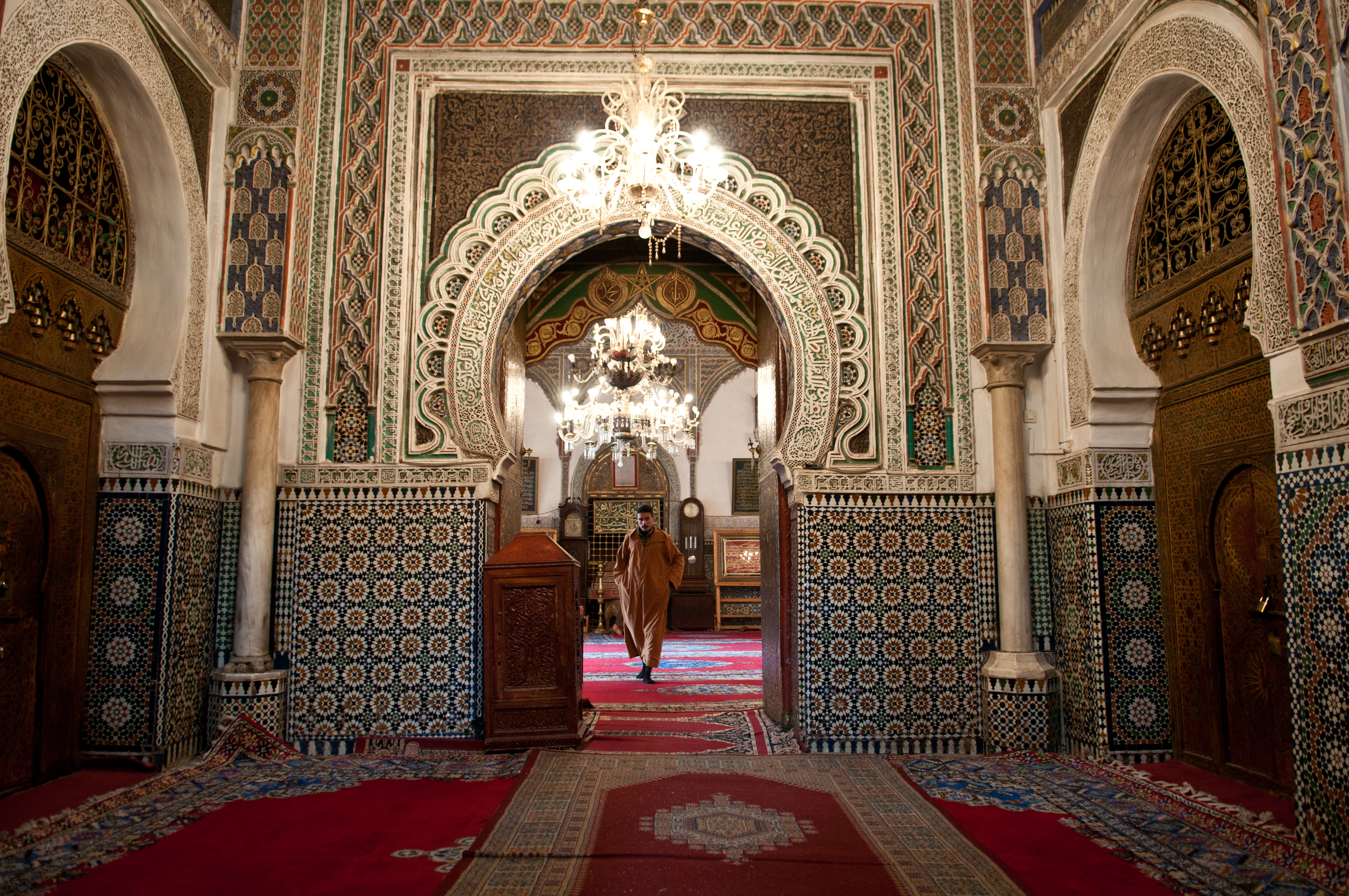
زاویه (مدرسه) مولا ادریس دوم
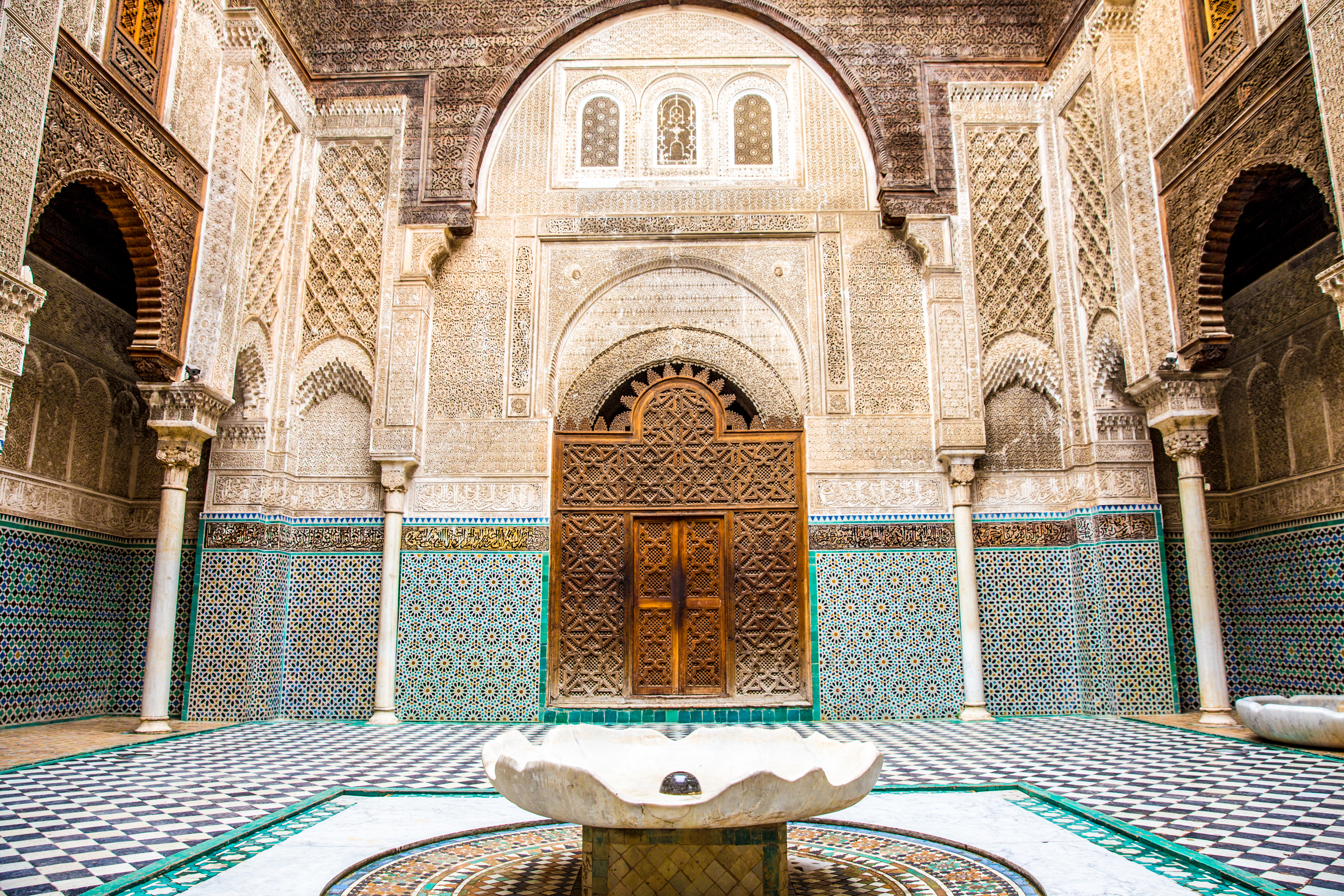
مدرسه عطارین
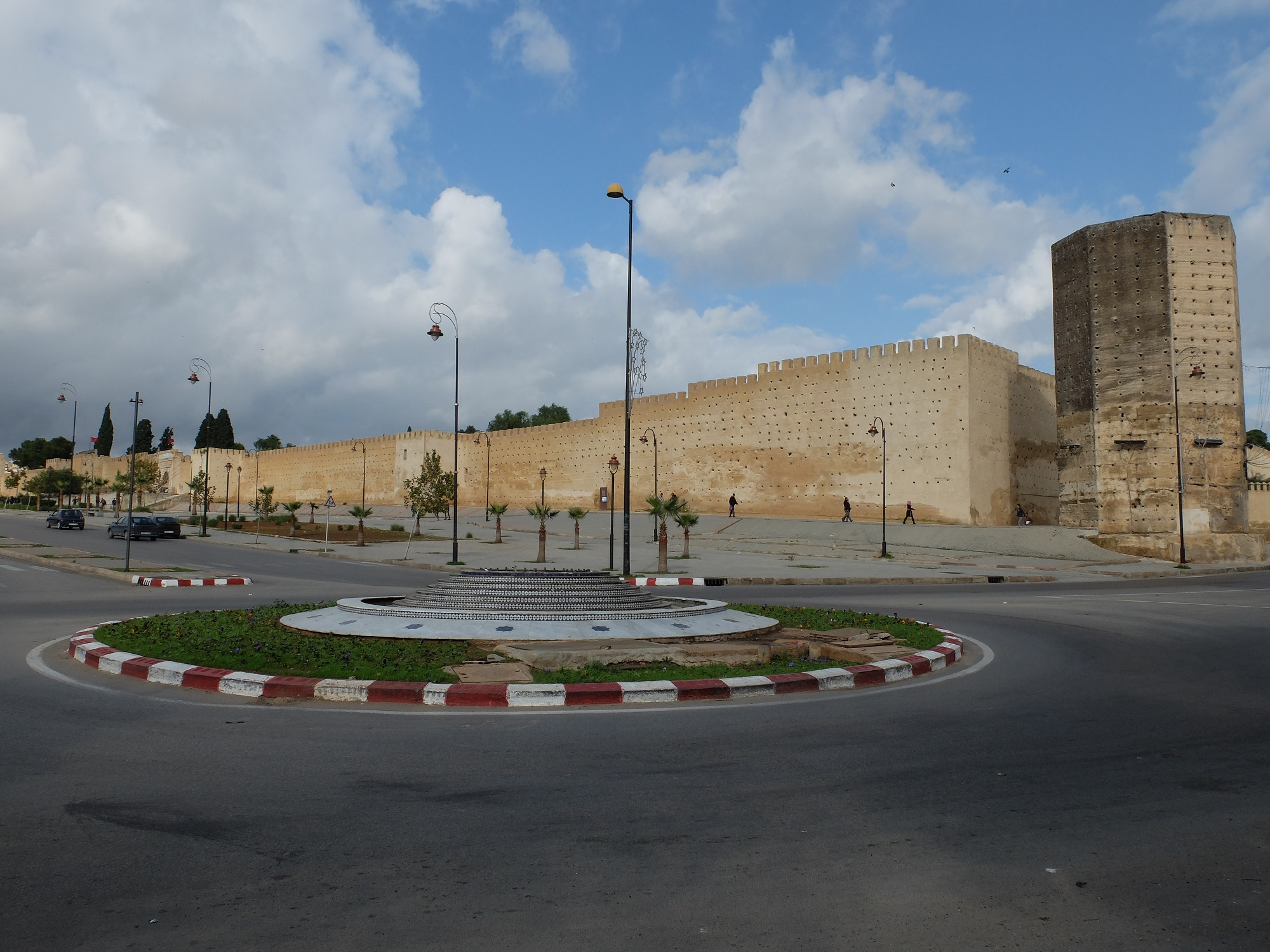
ارگ شرارده
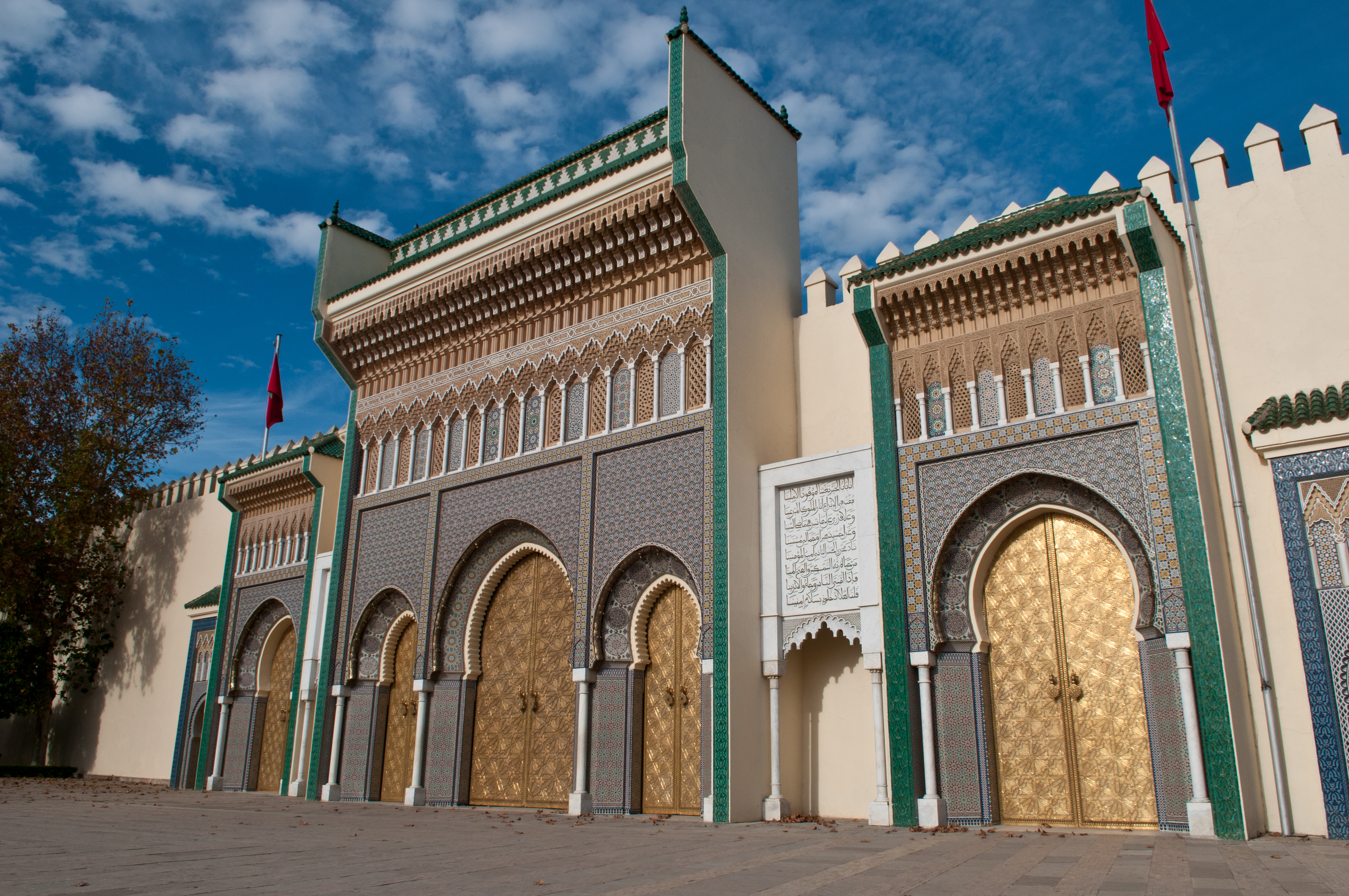
کاخ دارالمخزن
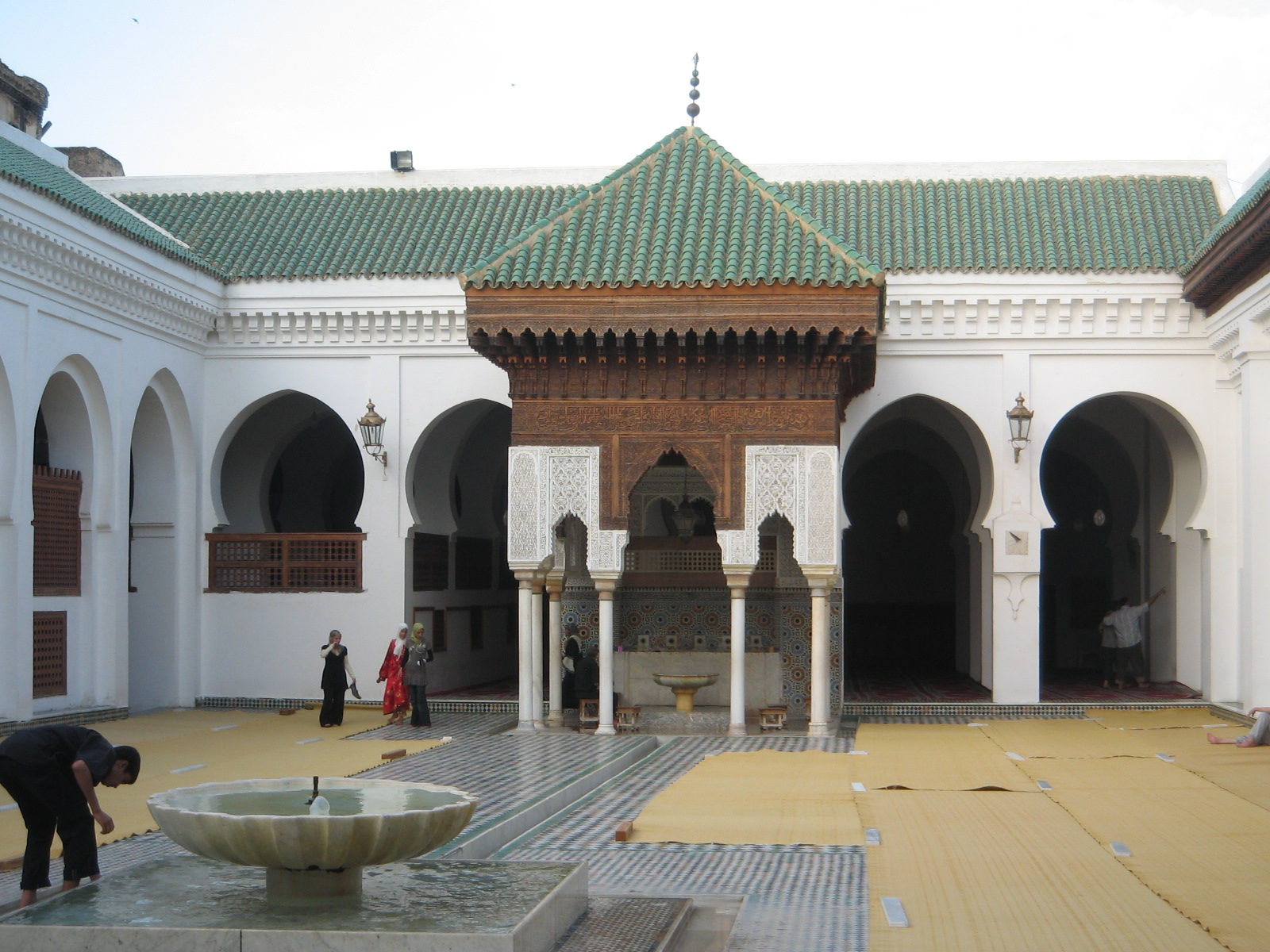
دانشگاه قرویین